# Sadocepheus breviseta
Sadocepheus breviseta är en kvalsterart som först beskrevs av P. Balogh 1986.  Sadocepheus breviseta ingår i släktet Sadocepheus och familjen Cepheidae. Inga underarter finns listade i Catalogue of Life.